# 伊朗衞生及醫療教育部
伊朗衞生及醫療教育部（波斯語：‎）是伊朗的一個政府部門，在衞生及醫療教育事務上掌有行政權。
伊朗的醫療架構高度集權，幾乎所有有關整體目標、政策及資源分配的決定都是由衞生及醫療教育部的決策層作出的。衞生及醫療教育部具有合法的權力監管、發牌及管制私營醫療行業。
伊朗複雜的衛生保健網絡設立基層衛生院面向大眾。衞生及醫療教育部負責營運衛生機構及醫學院，部門透過其網絡、醫療保險、醫療教育、監管衛生保健制度、制定政策、制造及分發藥物、研究來提供衛生保健服務。
1999年的第三次社會經濟發展計劃批准衞生及醫療教育部採用公私營合作模式來提供衛生保健服務。根據2003年伊朗的統計數字，伊朗共設有730所醫療機構（醫院、診所等），提供110,797個床位，當中488所（77,300個床位）由衞生及醫療教育部營運，120所（11,301個床位）屬私營，其餘屬於其他團體，如社會保障組織。根據世界衛生組織，私營醫療機構不願意與衞生及醫療教育部合作，原因是收費太便宜、須承擔額外的行政工作以及病人常常延誤付款。
1979年伊朗伊斯蘭革命結束後，伊朗實施以藥物為本的國家藥品政策，主要目的之一是要在國內生產基本的藥物和疫苗。衞生及醫療教育部的宗旨是向大眾提供安全、有效、高質素而又負擔得起的藥物。
衞生及醫療教育部是伊朗藥品政策的主要參與者，但伊朗最大的控股公司社會保障投資公司擁有及控制著22所制藥公司，佔伊朗藥品生產總量的40%，社會保障投資公司與福利部的關係緊密。
2006年，伊朗的制藥公司所生產的藥品佔市場總數的96%，總值12億美元，而到2008年的藥品總值增加到約18.7億美元，預計2013年的藥品總值將會達到36.5億。雖然超過85%伊朗人都會以醫療保險來彌補他們在藥物上的支出，政府仍大量補貼藥物生產及進口。
衞生及醫療教育部監督醫療設施的進口，進口及分發則多由私營機構負責。

## 外部連結
- 官方网站

35°45′14.56″N 51°21′24.10″E / 35.7540444°N 51.3566944°E